# Зифельдт-Симумяги, Артур Рудольфович
Артур Рудольфович Зифельд-Симумяги (эст. Arthur Siefeldt-Simumägi, 15 октября 1889 — 6 декабря 1939) — историк, кавказовед и тюрколог. Репрессирован в 1938 году. Реабилитирован в 1956 году (посмертно). 

## Жизнь
Историк Азербайджана и краевед. Родился в городе Ревель, в семье рабочего. Эстонец по национальности. Учился в лютеранской церковно-приходской школе, РУ (1898—1905 гг.) в Одессе. В 1905-12 гг. активно участвовал в революционной деятельности. В 1912 году эмигрировал в Германию; до 1917 года жил в Швейцарии, где работал с В. И. Лениным. В 1917-21 гг.занимался культурно-просветительной работой в Одессе, на Кубани, в Тифлисе. В августе 1917 года делегат с правом решающего голоса от Одесской партийной организации на VI съезде РСДРП (большевиков).
С 1921 года жил в Азербайджане. В 1921-26 гг. был заведующим Бакинским ОНО, заведующим учебной частью Высшей партийной школы (ВПШ). Ответственный секретарь организационной комиссии по созыву 1-го Всесоюзного тюркологического съезда (1925-26 гг.). Заместитель председателя, действительный член и ученый секретарь ООИ Аз (1923-30). С 1930 года ученый секретарь, Заведующий историко-этнографическим отделом страноведения Азербайджанского государственного научно-исследовательского института (АзГНИИ). В 1932-35 гг. работал в Грузии: ст. специалист и зав. сектором языка Института кавказоведения. Затем снова в Азербайджане: ст. специалист сектора языка Азербайджанского филиала Академии наук СССР, директор ИЯЛ (1935-37 гг.) и объединённого Института иностранных языков и литературы. C 8 мая по 13 июля 1937 года был директором Института истории, археологии и этнографии Азербайджанского филиала Академии наук СССР. Работал над диссертацией о языке хазар. После ареста ряда сотрудников института (Ханафи Зейналлы, Бекира Чобан-заде и других) был подвергнут критике и в сентябре 1937 года снят с поста директора института. К моменту ареста профессор-консультант по истории Древнего Востока ФАН СССР.

## Репрессии. Гибель
Арестован 11 февраля 1938 года по «делу о вредительстве в Азербайджанском филиале Академии наук СССР». 21 июня 1939 года ОСО при НКВД СССР осуждён на 8 лет ИТЛ. Отбывал срок на Колыме, где скончался 6 декабря 1939 года. Реабилитирован в 1956 году (посмертно).